# Dwerggans
De dwerggans (Anser erythropus) is een vogel uit de familie van de eendachtigen (Anatidae). De wetenschappelijke naam van de soort werd in 1758 als Anas erythropus gepubliceerd door Carl Linnaeus. Hij verwees daarbij naar zijn eigen Fauna svecica, waar de referenties te vinden zijn naar beschrijvingen waarop hij de naam baseerde: van Conrad Gesner, Ulisse Aldrovandi, Francis Willughby en John Ray.
De naam erythropus is een samenstelling uit de Griekse woorden ἐρυθρός (eruthros) = rood, en πούς (pous) = voet, poot. Het is een vrij zeldzame gans die wereldwijd sterk in aantal afneemt en daarom als kwetsbaar op de Rode Lijst van de IUCN staat.

## Veldkenmerken
Hij lijkt sterk op de kolgans (Anser albifrons), maar is iets dikker en de kop is ook iets ronder. Een volwassen vogel heeft een opvallende gele oogring en een roze snavel. De lichaamslengte van het mannetje bedraagt 65 cm, die van het vrouwtje 53 cm. De jongen van deze vogel zijn makkelijk te verwarren met de jongen van de kolgans.

## Habitat en voedsel
Deze gans leeft nabij toendrameren en moerassen. In de winter zoekt hij grasland en zoutmoerassen op. Deze vogel is een echte vegetariër; hij voedt zich eigenlijk alleen met grassen en zaden.

## Legsel
Deze vogel legt 5 tot 6 witte eieren in een uitgegraven hol langs een veenmoeras of struikgewas op een zekere hoogte. Ze worden uitgebroed door het vrouwtje in ongeveer 25 tot 28 dagen, en de jongen kunnen na 35 dagen vliegen.

## Verspreiding
Er zijn drie subpopulaties met eigen broedgebieden en trekroutes:
1. Het noorden van Scandinavië en in Rusland op het schiereiland Kola
2. In Siberië westelijk van het schiereiland Tajmyr, de monding van de Pechora, het schiereiland Jamal en het schiereiland Gyda
3. In het zuiden van Tajmyr, in het Poetoranagebergte en in Oost-Siberië tot op het Tsjoektsjenschiereiland

De eerste twee subpopulaties overwinteren rond de Zwarte Zee en de Kaspische Zee in Azerbaijan en in gebieden in Griekenland, Turkije, Irak en mogelijk in Iran. Kleine aantallen komen 's winters voor in Hongarije en Duitsland. De oostelijke subpopulatie overwintert in Midden-China en Mongolië.

### Herintroductie
In 1979 startte in Zweden een introductieprogramma. Uit een fokgroep werden eieren gehaald. Deze werden kunstmatig bebroed en in de laatste fase van het broeden overgedragen aan halfwilde brandganzen. De jonge dwergganzen werden als eigen kuikens geadopteerd door de brandganzen. Deze brandganzen en hun pleegkuikens werden losgelaten in Zweeds Lapland, in de habitat van de dwerggans. De brandganzen vertoonden hun normale trekgedrag en vlogen in het najaar (met hun pleegkinderen) naar het zuiden, vaak naar Nederland. Op deze manier zijn tussen 1981 en 1989 172 dwergganzen geherintroduceerd.

### Voorkomen in deLage Landen
De dwerggans was voor 1980 in Nederland en Vlaanderen een uiterst zeldzame wintergast, die hoogstens één keer per jaar werd gezien. Dankzij het Zweedse herintroductieprogramma steeg het aantal waarnemingen vooral in de maanden december, januari en februari. Sindsdien neemt het aantal winterwaarnemingen geleidelijk toe met meer dan 5% per jaar, tot jaarlijks enkele tientallen waarnemingen. In de ganzenoverwinteringsgebieden van West-Vlaanderen wordt de dwerggans ook incidenteel waargenomen.

## Natuurbeschermingsstatus
De grootte van de populatie wordt geschat op 16-27 duizend volwassen individuen en dit aantal daalt. In het broedgebied wordt de habitat aangetast door onder meer verstoring (hengelsporttoerisme) en klimaatverandering. Verder vindt er illegale jacht plaats op ganzen in Rusland en Noorwegen. In de overwinteringsgebieden vindt ook aantasting plaats van de leefgebieden door omzetting van drasland in landbouwgebied, de aanleg van de Drieklovendam en vervuiling bij de oliewinning. Om deze redenen staat de dwerggans als kwetsbaar op de Rode Lijst van de IUCN.

## Video
- Een dwerggans
- Een groep dwergganzen